# Prionobelum clavigerum
Prionobelum clavigerum är en mångfotingart som beskrevs av Karl Wilhelm Verhoeff 1924. Prionobelum clavigerum ingår i släktet Prionobelum och familjen Zephroniidae. Inga underarter finns listade i Catalogue of Life.